# Partido Socialista de Gran Bretaña
El Partido Socialista de Gran Bretaña (SPGB) es el partido socialista más antiguo del Reino Unido. El periódico es el Socialist Standard. Inspirado en el Partido socialista de Canadá, se separó de la federación socialdemócrata y abandonó la Segunda Internacional. Es marxista y se opone al reformismo. 
El partido socialista se ha opuesto a todas las guerras incluyendo tanto la Primera Guerra Mundial como la Segunda Guerra Mundial. Socialist Standard fue prohibido en la Primera Guerra Mundial.
Se opone al leninismo y al vanguardismo. Consideran a la Unión Soviética como capitalista de Estado.

## Historia electoral
| Año            | Candidatos | votos |
| -------------- | ---------- | ----- |
| 1945           | 1          | 472   |
| 1950           | 2          | 448   |
| 1959           | 1          | 899   |
| 1964           | 2          | 322   |
| 1966           | 2          | 333   |
| 1970           | 2          | 376   |
| 1974 (octubre) | 1          | 118   |
| 1979           | 1          | 78    |
| 1983           | 1          | 85    |
| 1987           | 1          | 81    |
| 1992           | 1          | 175   |
| 1997           | 5          | 1359  |
| 2001           | 1          | 357   |
| 2005           | 1          | 240   |
| 2010           | 1          | 143   |
| 2015           | 10         | 899   |
| 2017           | 3          | 145   |

En 2014 el partido disputó las elecciones europeas y obtuvo 5454 votos (0.23 %) en el distrito electoral del sureste y 1384 votos (0.19 %) en Gales.